# Die in Your Arms
"Die in Your Arms" é uma canção do cantor canadense Justin Bieber, lançada como single promocional do álbum Believe, o terceiro lançamento em estúdio da carreira do cantor. A canção que é a oitava faixa do álbum, foi produzida por Rodney Jerkins, Dennis Aganee Jenkins, Travis Sayles e Theodore Feldman e estreou no topo da iTunes Store em sete países na manhã do dia 29 de maio de 2012. A faixa possui uma amostra da canção "We've Got a Good Fire Goin", de Michael Jackson. Liricamente, a canção apresenta Bieber cantando sobre uma paixão que tudo consome e o carinho que ele sente pelo seu interesse amoroso. "Die In Your Arms" recebeu críticas positivas dos críticos musicais, que a compararam com os estilos musicais de Bruno Mars, Jackson 5, entre outros.

## Antecedentes e composição
No final de 2011, Bieber afirmou á rádio Capital FM que ele já estava gravando o material para o seu terceiro álbum de estúdio, que originalmente seria lançado no início de 2012. Mais tarde, ele falou com a MTV e revelou que acreditava surpreender as pessoas de maneiras diferentes, já que musicalmente seria diferente de seus trabalhos anteriores. "Die In Your Arms" foi escrita e produzida por Rodney Jerkins, Dennis "Aganee" Jerkins e Travis Sayles e co-escrita por Bieber, Thomas Lumpkins, Kelly Lumpkins e Herb Rooney. A faixa começa com um sample da canção "We've Got a Good Thing Going", lançado por Michael Jackson em 1972. "Die In Your Arms" foi lançada como single na iTunes Store em 29 de maio de 2012 através da Island Def Jam.
O R&B presente na faixa incorpora batidas de hip hop que fingem encaixar com os acordes melódicos do piano e sua instrumentação é semelhante às primeiras músicas lançadas pelo Jackson 5. Liricamente, o single fala sobre uma paixão que tudo consome e o carinho que Bieber sente pelo seu interesse amoroso. Durante o refrão, o cantor afirma: "Se eu pudesse morrer em seus braços/Eu não me importaria/Por que cada vez que você me toca/Eu morro em seus braços/Isso é tão certo." Jason Lipshutz da Billboard considerou a pista como "uma oferta mais classicamente disposta ao pop" quando comparada á "Boyfriend". Leah Collins do National Post descreveu a canção como uma "Baby 2.0", acrescentando que como "Baby" (2010), "Die In Your Arms" tem um sabor antiquado.

## Recepção da crítica
Amy Sciarretto, crítica do PopCrush, deu quatro e meio de cinco estrelas ao single e disse que "Die In Your Arms" tem uma sintonia parecida com a do grupo de R&B Jackson 5, devido a melodia do piano e as palmas, além da pista ter um apelo universal, o que a levou a afirmar que Bieber está crescendo mentalmente e musicalmente em Believe. Amy ressaltou que milhões de Beliebers iriam imaginar que Bieber estaria cantando para elas o trecho: "If I could just die in your arms /I wouldn’t mind / Because every time you touch me / I just die in your arms / It just feels so right." Amy terminou dizendo que "Die In Your Arms" é musicalmente e tematicamente diferente da "silenciosa e sexy" "Boyfriend", mas como o single que o precedeu, ele mostra um lado totalmente diferente na evolução de Justin Bieber. Sarah Deen do jornal britânico Metro considerou a faixa um "pop descontraído". Antoniette Bueno do The Insider observou que a canção foi escrita para a sua base de fãs do sexo feminino. Bueno acrescentou que "o meu eu de Bieber soa muito mais jovem". Tanar Anitai da MTV comparou o estilo do single com músicas de Amy Winehouse, Bruno Mars e Mark Ronson.

## Apresentações ao vivo
A primeira vez que Bieber fez um performance ao vivo de "Die In Your Arms" foi no dia 1 de junho de 2012, durante o evento da rádio NRJ, "NRJ Music Tour", em Paris. Além da versão acústica do single, no evento Bieber também cantou outras músicas novas como "Boyfriend" e "As Long As You Love", além da antiga "Never Say Never" (2010). Na tarde do mesmo dia, Bieber cantou a faixa da sacada de um prédio como o auxílio de um megafone para centenas de fãs que o esperavam do lado de fora do edifício e no dia 9 de junho de 2012,  durante o "Summertime Ball 2012", em que também performou canções como "Baby", "Turn To You", "One Less Lonely Girl", entre outras.

## Paradas musicais
Logo após o seu lançamento na loja virtual iTunes, "Die In Your Arms" alcançou a terceira posição, logo atrás de "Call Me Maybe" (2011), de Carly Rae Jepsen e de "Somebody That I Used to Know" (2011), do Gotye. Após uma semana, a faixa vendeu 185.000 downloads digitais nos Estados Unidos, estreando na quarta posição no Digital Songs. O single também estreou na décima sétima posição na Billboard Hot 100 e na décima quarta no Canadian Hot 100. "Die In You Arms" alcançou as dez primeiras posições na Dinamarca e Noruega, enquanto entrou no top 30 na Nova Zelândia e no top 40 na Austrália, Escócia e Reino Unido.

### Desempenho
| País/Parada (2012)                    | Melhor posição |
| ------------------------------------- | -------------- |
| Austrália - ARIA Charts               | 31             |
| Bélgica - Ultratop (Flandres)         | 47             |
| Brasil - Billboard Brasil Hot 100     | 88             |
| Canadá - Canadian Hot 100             | 14             |
| Dinamarca - Tracklisten               | 9              |
| Espanha - PROMUSICAE                  | 50             |
| Escócia - The Official Charts Company | 38             |
| Estados Unidos - Billboard Hot 100    | 17             |
| Estados Unidos - Digital Songs        | 4              |
| França - SNEP                         | 63             |
| Irlanda - Irish Singles Chart         | 28             |
| Mundo - World Singles Top 40          | 13             |
| Noruega - VG-Lista                    | 6              |
| Nova Zelândia - RIANZ                 | 21             |
| Países Baixos - Dutch Top 40          | 41             |
| Reino Unido - UK Singles Chart        | 34             |

## Créditos de produção
Lista-se abaixo os profissionais envolvidos na elaboração de "Die in Your Arms":
- Gravado no 2nd Floor, Los Angeles, Califórnia e no Record Plant, Los Angeles, Califórnia;
- Mixado no Larrabee Studios, Burbank, Califórnia.

- Composição: Justin Bieber, Rodney Jerkins, Dennis Jenkins, Travis Sayles, Thomas Lumpkins, Kelly Lumpkins, Berry Gordy;
- Produção: Rodney Jerkins, Dennis Jenkins and Travis Sayles;
- Engenharia acústica: Josh Gudwin, Chris "TEK" O'Ryan, Matt Champlin;
- Mixagem: Manny Morroquin, Chris Galland, Delbert Bowers, Matt Champlin, Rodney Jerkins
- Vocal de apoio: Justin Bieber, Thomas Lumpkins, Greg Morgan;
- Baixo: Artie Reynolds III;
- Piano e bateria: Rodney Jerkins;